# Арон Тиран
Арон I Тиран (рум. Aron Tiranul; бл.1560–1597) — господар Молдовського князівства з вересня 1591 до червня 1592, з жовтня 1592 до травня 1595 року. Відомий також як Аарон Воде.

## Життєпис

### Молоді роки
Походив з династії Мушатів. Позашлюбний син господаря Олександра IV. Народився десь у 1550-хроках. Ймовірно спочатку йому було обрано церковну кар'єру, відправивши молдавського митрополита Никанора, з яким він жив у монастирі Агапія. Перебуваючи там, Арон спокусив черницю, і був спійманий Никанором, коли повертався з її покоїв. Єпископ покарав його публічним побиттям, а потім вигнав із країни.
Втім за час перебування в монастирі зумів здобути зв'язки серед вищої церковної ієрархії, зокрема константинопольським патріархом Єремією II, який представив йому Едварду Бартону, послу Англії в Османській імперії. Це сталося десь наприкінці 1580-х років.
1591 року господар Петро VI Кульгавий втік до Польщі. За підтримки англійського посланця Арон став дарувати прикраси членам султанського гарему 110 мільйонів акче (було позичено у торговців і кредиторів Англійської Леванстської компанії під 20 %), намагаючись отримати фірман на панування Молдавією. В допомозі Арону Бартон вбачав релігійні (протистояння впливу католицької Польщі) та комерційні мотиви, просуваючи інтереси Левантської компанії, з якою був пов'язаний з 1578 року. Зрештою султан Мурад III видав фірман, зажадавши щорічної данини в 60 тис. цехінів (в 10 разів більшу за ту, що сплачували попередні господарі).

### Господар
Величезні кредит та зобов'язання з данини змусили Арона розпочати жорстокі заходи з виплати податків та боргів з них, що накопичилися за попередників. Також для зміцнення становища призначив частину фанаріотів на провідні посади. Власну охорону сформував з угорських найманців.
Львівське Успенське братство просило його відновити опіку свого «свято покійного отця». 1592року Арон відновив права молдавських гуситів і повернув моравським братам церкви, відібрані господарем Петру VI.
Незабаром Арон зіткнувся з повстаннями місцевих бояр і міщан. Деякі з них, ймовірно, були спровоковані братами Богданом та Петром Йонеску. Арон наказав стратити «зрадницьких» придворних — логофета Захарію Барладяну та ворника Кондреа Буціума, але сучавський пиркалаб Андрій Коркодель втік до Османської імперії. За цим в битві на річці Реут переміг Богдана Йонеску, захопив того та відправив до монастиря.
У квітні 1592 року господар наказав стратити Бартоломео Брутті, провідника католицтва в Молдавії. Весь його статок, оцінений у 30 тис. дукатів, було конфісковано. За цим відбулися репресії щодо інших впливових молдавських католиків. Втім в червні через скарги молдовських бояр та інтриги небожа Олександра втратив владу. Водночас султан зауважив, що у випадку продовження колотнечі в князівстві, він перетворить його на османський еялет.
Ситуація в Молдавії ще більше погіршилася. Водночас допомоги англійський посланець, кредитори з Левантійської компанії та аги яничар. Мурад III наказав трансильванському господарю Жигмонду Баторі повалити Петру VII, що тоді захопив трон в Молдавії, та поставити у владі Арона.
Відновлений на троні у жовтні наказав схопити зведеного брата Петру, якого відправив до Стамбулу, де того страчено. У січні 1593 року вигнав з країни єзуїтів. Разом з тим надав підтримку молдавським протестантам. До лютого 1593 року боровся проти роду Корделів, зрештою перемігши та конфіскувавши усі маєтки.
Невдовзі отримав пропозиції про військовий союз від Рудольфа II Габсбурга, імператора Священної Римської імперії, папи римського Климента VIII і волоського господаря Михайла Хороброго, на що Арон пристав. Розпочав активне листування з імператором та Папським престолом.
28 січня 1593 року султан встановив високі податкові зобов'язання для Молдавії, які включали збільшення на 30 тис. цехінів. У березні 1593 року визнав зверхність Священної Римської імперії. Згодом відправив логофета Крікуна Григорча до Северина Наливайка щодо спільних дій з козаками. Своєю чергою Ян Замойський, великий канцлер коронний Речі Посполитої, намагався перешкоджати козакам та повідомив султанові про перемовини Арона, який до того зберігав у таємниці антиосманську діяльність.
У грудні 1593 року запоріжці на чолі з Григорієм Лободою здійснили набіг на Силістренський еялет, спустошивши райони навколо Бендер. В свою чергу кримський хан Гази II Ґерай на чолі 30-тисячного війська рушив через Покуття до Угорщини. Про це завчасно молдавський господар повідомив імператора, що дозволило завдати мусульманам відчутних ударів.
У червні 1594 року кримський хан за наказом султана рушив на Молдавське князівство. Арон опинився оточеним в столиці Ясси, а навколишні землі сплюндровано татарами. Але невдовзі козаки стали здійснювати походи проти останніх, перерізаючи їм шляхи. У жовтні-листопаді козацьке військо Григорія Лободи, Северина Наливайка і Яна Оришовського, що налічувало до 12 тисяч осіб, здобуло кількох перемог над кримськими татарами. Під час боїв козаки захопили Ясси, а Арон сховався в Путнянському монастирі. Зрештою заплатив гроші Лободі, щоб той залишив князівство. Невдовзі за допомогою трансильванського господаря Жигмонда Баторі придушив заколот проосманських бояр, який підтримав Бальтазар Баторі.
У листопаді розпочав спільні дії проти Османської імперії разом з господарями Трансильванії та Волощини. Раптовим ударом вдалося знищити османські залоги в межах Молдавії. Султан офіційно оголосив війну всім трьом країнам 28 листопада. Потім разом з волоськими військами здійснив набіг на Буджак й Добруджу, де було завдано тяжкої поразки місцевим татарам. Разом з тим до грудня 1594 року вів запеклу боротьбу проти впливового боярського роду Вартіц, який чинив опір у Східних Карпатах.
Крім того, Арон скористався ситуацією для відмовити платити кредиторам, наказавши схопити та стратити грецького банкіра Нестора Неврідіса та 19 купців-ашкеназі.
За допомогою трансільванців і козаків до березня 1595 року вдалося захопити Аккерман, Ізмаїл і Кілію, а два загони переправилися через Дунай і розбили кримських татар у Добруджі, захопивши Ісакчу. Як наслудок Арон приєднав Північний Буджак і Північну Добруджу.
Водночас молдавський правитель готувався до сепаратного миру з османами, підбурюваний до цього своїми грецькими радниками. У цей період до Молдавії прибув Никифор Дідаскалос, який агітував проти альянсу з католиками. Разом з тим папський престол пропонував Арону визнати зверхність Речі Посполитої. Сам Арон вів таємні перемовини з Андрашом Баторі, оскільки знав про недовіру Жигмонда Баторі, який планував встановити зверхність над Молдавією. В свою чергу Гази Ґерай запропонував султану посадити на молдавський господарський престол кримського царевича Аділь Ґерая, сина нуреддіна Бахті Ґерая, оскільки Стефан Разван, якого Мурад III призначив господарем Молдавського князівства не досяг успіху.
Зрештою Жигмонд вступив в змову зі Стефаном Разваном, що перекупив угорську охорону Арона. Останнього у травні 1595 року разом з родиною було арештовано у Яссах. За цим Арона було відправлено до Трансильванії. Помер 1597 року, перебуваючи в ув'язненні, у замку Мартінуцці в Альвінці.